# Amt Bronnbach
Das Amt Bronnbach (auch Brombach geschrieben) war eine während der napoleonischen Zeit von 1807 bis 1813 bestehende Verwaltungseinheit im Norden des Großherzogtums Baden.

## Geschichte

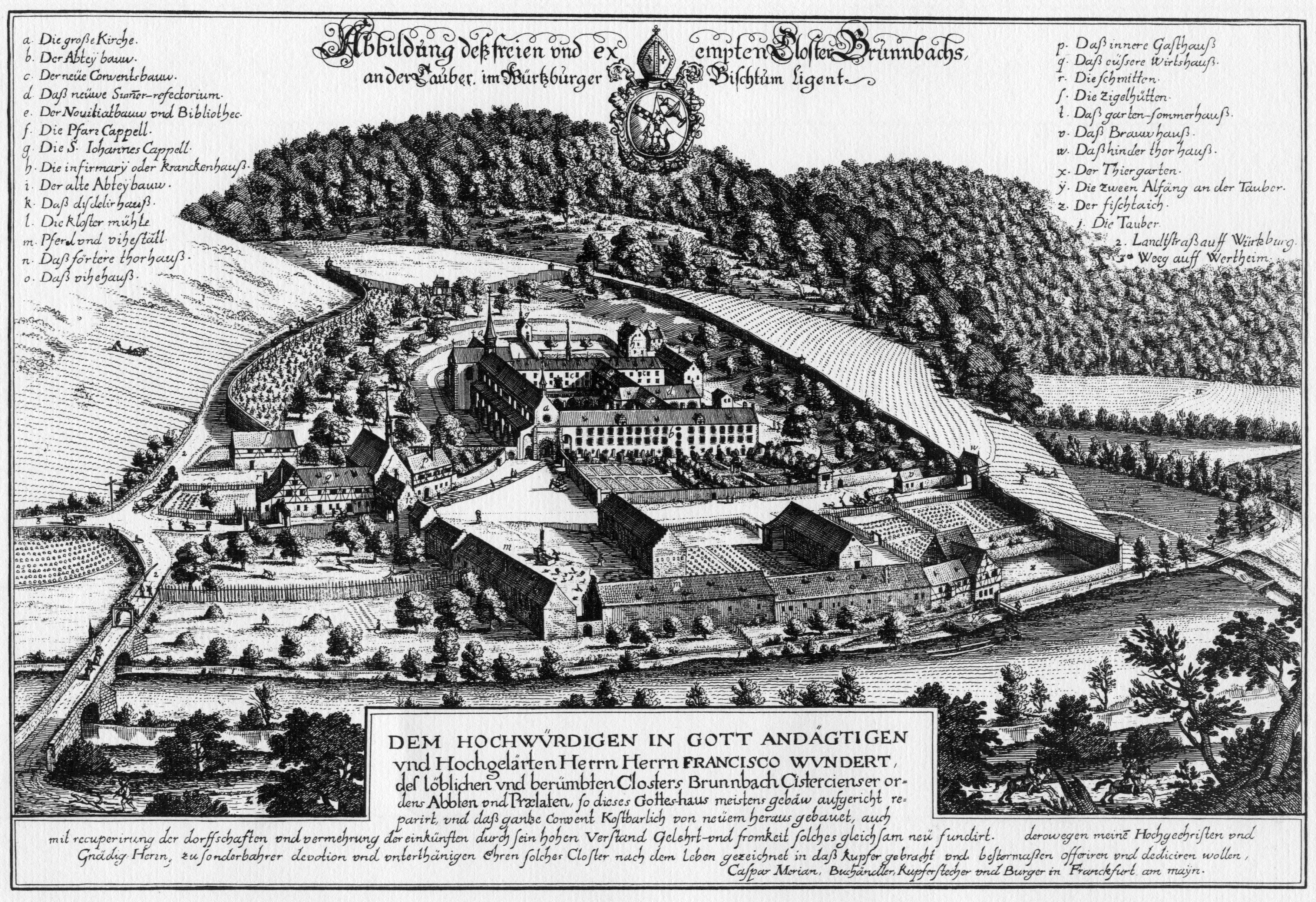
Kloster Bronnbach Mitte des 17. Jahrhunderts, Stich von Caspar Merian

Vor Inkrafttreten der Bestimmungen des Reichsdeputationshauptschlusses 1803 hatte das im nördlichen Tauberland gelegene Kloster Bronnbach zum Hochstift Würzburg gezählt. Dann wurde es säkularisiert und dem Fürsten zu Löwenstein-Wertheim zugewiesen. Nachdem dieser in Umsetzung der Rheinbundakte von 1806 mediatisiert worden war, kam es unter badische Landeshoheit. Im Sommer 1807 entstand so das standesherrliche Amt Bronnbach. das die Orte Bronnbach, Reichelshof, Dorlesberg, Rutschdorf, Breitenauhof, Meßhof, Remmelhof, Wagenbuchhof, Mittelhof, Schafhof, Ernsthof, Dürrhof und Oedengesäßhof umfasste. Im Dezember 1807 wurde es der Landvogtei Wertheim zugeordnet. Im Rahmen der Verwaltungsgliederung Badens zählte das Amt Bronnbach zunächst zur Provinz des Unterrheins oder der Badischen Pfalzgrafschaft, ab 1809 zum Main- und Tauberkreis.
1813 kam es zu einer Umstrukturierung des Raumes um Wertheim. Die Ämter Bronnbach, Freudenberg, Steinfeld sowie Stadt- und Landamt Wertheim wurden aufgelöst, die Ortschaften auf die neu gegründeten Stadt- und Erstes Landamt Wertheim (westlich der Tauber) und Zweites Landamt Wertheim (östlich des Flusses) aufgeteilt. Die Orte Rütschdorf und Breitenau gingen an das Bezirksamt Walldürn.

## Spätere Entwicklung
In der Folgezeit blieb die verwaltungsmäßige Zuordnung des Kernbereichs zu Wertheim lange erhalten, die Orte kamen 1819 an das neu gegründete Bezirksamt Wertheim. Bei dessen Auflösung 1938 wurden sie dem Bezirksamt und späteren Landkreis Tauberbischofsheim zugeteilt. Seit der Kreisreform 1973 zählen sie zum Main-Tauber-Kreis. Bronnbach selbst wurde Anfang 1975 nach Wertheim eingemeindet. Einen anderen Weg gingen Rütschdorf und Breitenau, der sie über das Bezirksamt und den Landkreis Buchen ebenfalls 1973 in den Neckar-Odenwald-Kreis führte.